# 上田亮子
上田 亮子（うえだ りょうこ、1973年2月25日 - ）は、日本の経営学者。SBI大学院大学経営管理研究科教授、京都大学経営管理研究科客員教授、金融庁公認会計士・監査審査会委員、マネーフォワード取締役、平田機工取締役、TOKAIホールディングス取締役、広栄化学取締役。

## 人物・経歴
1995年横浜市立大学商学部経営学科卒業。1997年横浜市立大学大学院経営学研究科修士課程修了、経営法学修士。2001年みずほ証券入社。2002年横浜市立大学大学院経営学研究科博士課程単位取得満期退学。
2002年日本投資環境研究所出向。2013年金融庁金融研究センター特別研究員。2015年千葉商科大学大学院政策研究科博士課程修了、博士（政策研究）。
2017年Mizuho International plc出向。2019年日本投資環境研究所主任研究員。2020年マネーフォワード取締役、SBI大学院大学経営管理研究科准教授、京都大学経営管理研究科プライベート・エクイティ（ポラリス・キャピタル・グループ）寄附講座客員准教授。
2022年金融庁公認会計士・監査審査会委員、京都大学経営管理研究科プライベート・エクイティ（ポラリス・キャピタル・グループ）寄附講座客員教授、SBI大学院大学経営管理研究科教授、平田機工取締役。2023年TOKAIホールディングス取締役。2024年広栄化学取締役。